# Cordão sanitário do Pacífico
Logo após a Segunda Guerra Mundial, iniciou-se a Guerra Fria, período conhecido pelas disputas entre Estados Unidos e União Soviética para consolidação da maior potência global.
O termo cordão sanitário surgiu após uma série de acordos de proteção, com a finalidade de evitar a expansão comunista na região, realizados entre os Estados Unidos com o Japão, Filipinas, Coreia do Sul e Taiwan, além de formar um pacto militar com a Austrália e a Nova Zelândia, juntamente com a criação da Organização do Tratado do Sudeste Asiático.